# Frankliniella abnormis
Frankliniella abnormis är en insektsart som beskrevs av Dudley Moulton 1948. Frankliniella abnormis ingår i släktet Frankliniella och familjen smaltripsar. Inga underarter finns listade i Catalogue of Life.